# Fontenoy-la-Joûte
Fontenoy-la-Joûte ist eine französische Gemeinde mit 311 Einwohnern (Stand 1. Januar 2022) im Département Meurthe-et-Moselle in der Region Grand Est (bis 2015 Lothringen). In diesem kleinen Dorf gibt es 15 Buchhandlungen.

## Geographie
Die Gemeinde Fontenoy-la-Joûte liegt zwischen Lunéville und Saint-Dié, sechs Kilometer westlich von Baccarat an der Grenze zum Département Vosges. Im Süden von Fontenoy-la-Joûte liegt die Fernstraße D 22 und der Grand Bois de Glonville (Großer Wald von Glonville). Umgeben wird Fontenoy-la-Joûte von den Nachbargemeinden Flin im Norden, Glonville im Osten, Bazien im Südosten, Ménarmont im Süden, Domptail im Westen sowie Moyen im Nordwesten.

## Geschichte
Fontenoy-la-Joûte wurde 1120 in einer Urkunde zum ersten Mal erwähnt.
Die Idee, die Gemeinde in ein „Bücherdorf“ zu verwandeln, stammt vom Dominikanerpater Serge Bonnet, dem ehemaligen französischen Landwirtschaftsminister François Guillaume und dem Lehrer Daniel Mengotti. Eingeweiht wurde das „Bücherdorf“ am 28. April 1996.

### Bevölkerungsentwicklung
| Jahr      | 1962 | 1968 | 1975 | 1982 | 1990 | 1999 | 2007 | 2019 |
| Einwohner | 336  | 340  | 292  | 275  | 278  | 281  | 304  | 309  |

## Kultur und Sehenswürdigkeiten
1997 erhielt der damalige Bürgermeister von Fontenoy-la-Joûte die Marianne d'Or (goldene Marianne), ein Preis, der jährlich an mehrere „exzellente“ Gemeinden vergeben wird und 1984 von Edgar Faure und Alain Trampogliéri ins Leben gerufen wurde. 
Die Gemeinde veranstaltet mehrmals jährlich Lesungen und Büchermärkte. Einmal jährlich wird ein Literaturwettbewerb veranstaltet, der jedes Jahr einem anderen Schriftsteller gewidmet ist. 2009 war das Motto Les Nouveaux Victor Hugo (die Neuen Victor Hugos). 

### Bauwerke
- Die heutige Kirche Saint-Pierre wurde zwischen 1864 und 1869 auf dem Platz zweier älterer Kirchen erbaut.
- Eine Kapelle namens Saint-Pierre wurde 1120 in dem Kopialbuch der Abtei von Senones erwähnt. Die heutige Kapelle wurde jedoch im 13. Jahrhundert erbaut. Sie ist in das Zusatzverzeichnis (inventaire supplémentaire) der Monuments historiques (Denkmal) eingetragen.
- Siehe auch: Liste der Monuments historiques in Fontenoy-la-Joûte

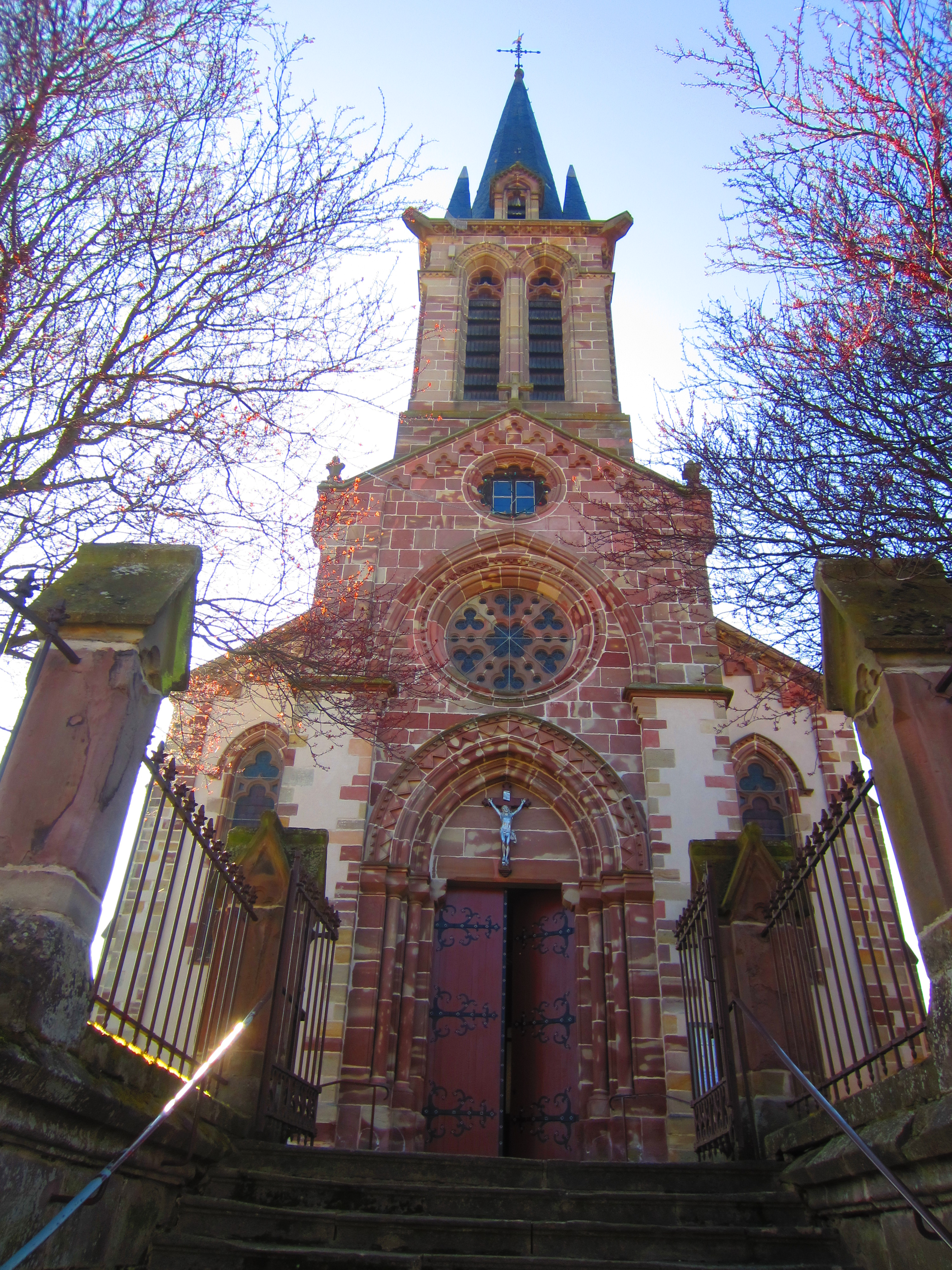
Kirche Saint-Pierre
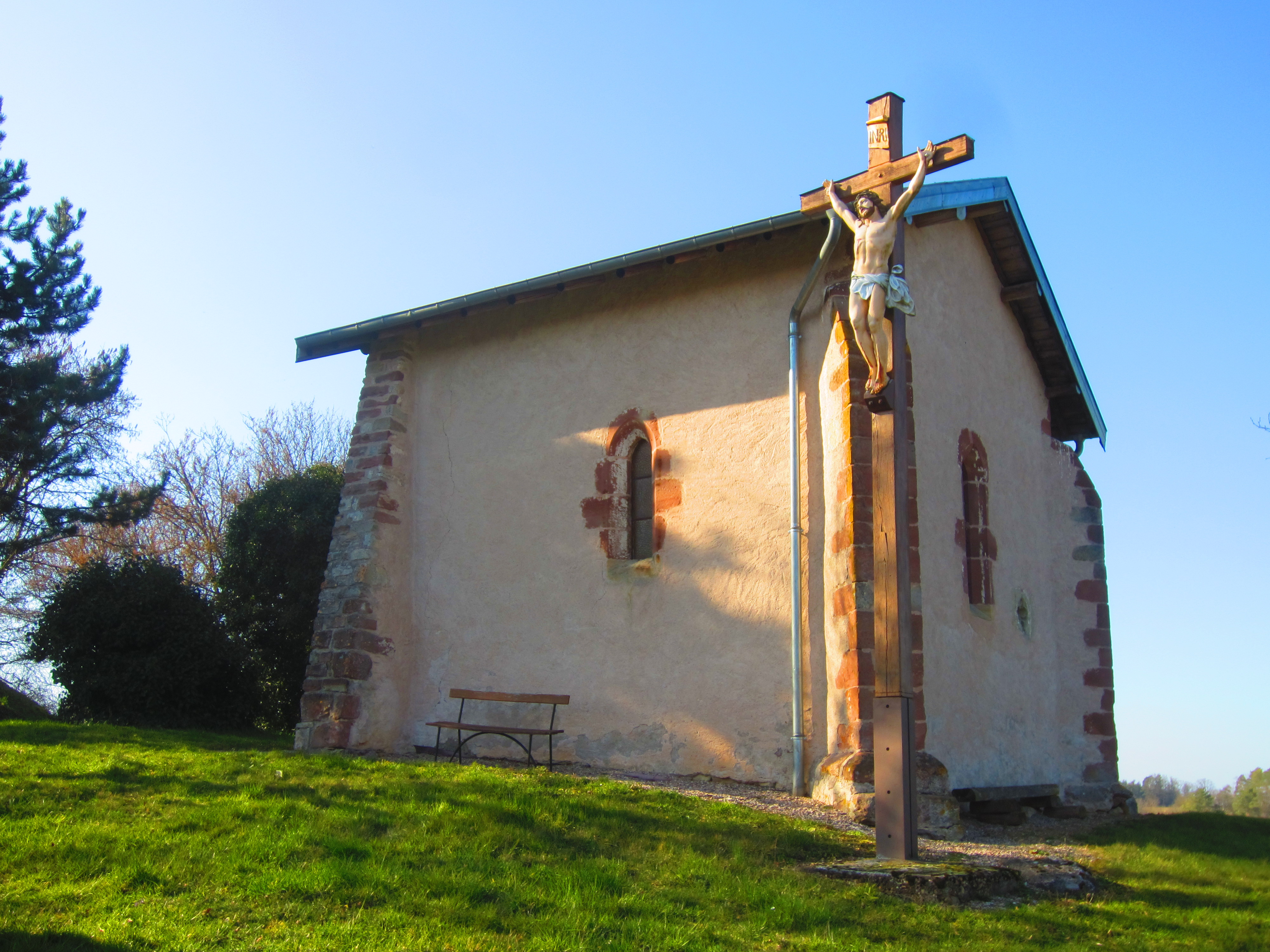
Kapelle Saint-Pierre